# Refugio Tor

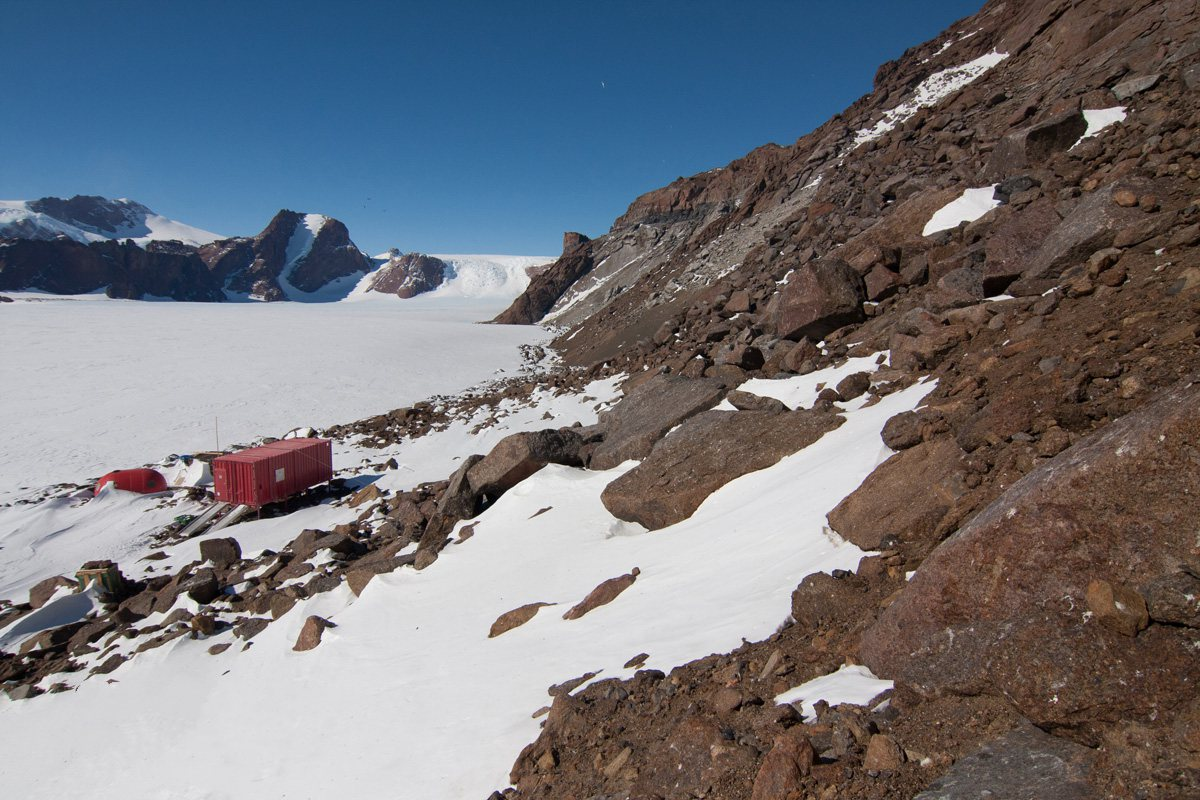
Refugio Tor en 2012.

El Refugio Tor -a veces mencionado como Base Tor- (en noruego: Forskningsstasjon Tor) es una base de investigación de campo para observaciones ornitológicas de Noruega en la Antártida. Está situado a 1625 m s. n. m. en el nunatak Svarthamaren, a 200 km de la costa de la Princesa Marta, en las Montañas Mühlig-Hofmann de la Tierra de la Reina Maud. 
El refugio fue establecido en la temporada 1992-1993, y consta de un contenedor aislado de 3x8 m que sirve como espacio de vida y de trabajo. El refugio se utiliza sólo durante el verano y el alojamiento se realiza en tiendas de campaña. Noruega tiene una base permanente en la Antártida, la Base Troll, ubicada a 100 km al oeste de Tor, y de la cual depende. Ambas estaciones son operadas por el Instituto Polar Noruego.
La investigación en la estación está centrada en la vida de las aves en las montañas Svarthamaren, que alberga una colonia interior de aves marinas, y la mayor población del mundo de petrel antártico, con cerca de 250 000 parejas reproductoras.
El refugio Tor está rodeado por una zona amortiguadora de 10 metros de diámetro excluida de la Zona Antártica Especialmente Protegida ZAEP-142 - Svarthamaren, bajo administración de Noruega.